# Kawagoe, Mie
Kawagoe (川越町 Kawagoe-chō) là thị trấn thuộc huyện Mie, tỉnh Mie, Nhật Bản. Tính đến ngày 1 tháng 10 năm 2020, dân số ước tính thị trấn là 15.123 người và mật độ dân số là 1.700 người/km2. Tổng diện tích thị trấn là 8,730 km2.

## Địa lý

### Đô thị lân cận
- Mie
  - Yokkaichi
  - Asahi
  - Kuwana